# Mioawateria
Mioawateria là một chi ốc biển, là động vật thân mềm chân bụng sống ở biển trong họ Conidae.

## Các loài
Các loài thuộc chi Mioawateria bao gồm:
- Mioawateria asarotum Sysoev, 1997[2]
- Mioawateria bigranulosa (Okutani, 1964)[3]
- Mioawateria extensaeformis (Schepman, 1913)[4]